# 스카이 매콜 바터시아크
스카이 매콜 바투지액(Skye McCole Bartusiak, 1992년 9월 28일 ~ 2014년 7월 20일)는 미국의 배우이다. 2014년 7월 19일 텍사스의 자택에서 취침 중 사망했다. 향년 21세.

## 출연 작품

### 영화
- 킬 유어 달링스 (Kill Your Darlings, 2006년)
- 부기맨 (Boogeyman, 2005년)
- 온스 낫 파 프롬 홈 (Once Not Far from Home, 2005년)
- 어게인스트 더 로프스 (Against the Ropes, 2004년)
- 러브 컴스 소프틀리 (Love Comes Softly, 2003년)
- 더 베스트 (The Vest, 2003년)
- 비욘드 더 프레어리 2 (Beyond the Prairie, Part 2: The True Story of Laura Ingalls Wilder, 2002년)
- 파이어스타터 2 (Firestarter 2: Rekindled, 2002년) (TV시리즈)
- 플래시포인트 (Flashpoint, 2002년) (TV시리즈)
- 어페어 오브 넥클레이스 (The Affair of the Necklace, 2001년)
- 라이딩 인 카즈 보이스 (Riding in Cars with Boys, 2001년)
- 돈 세이 어 워드 (Don't Say a Word, 2001년)
- 블론드 (Blonde, 2001년)
- 다클링 (The Darkling, 2000년)
- 패트리어트: 늪 속의 여우 (The Patriot, 2000년)
- 위트니스 프로텍션 (Witness Protection, 1999년)
- 사이더 하우스 룰즈 (The Cider House Rules, 1999년)
- 스톰 오브 더 센츄리 (Storm of the Century, 1999년)
- 프로페트 게임 (The Prophet's Game, 1999년)

### 드라마
- 로스트 (Lost, 2005년)
- 하우스 (House, 2005년)
- 조지 로페즈 (George Lopez, 2004년)
- 24 (텔레비전) (시즌 2, 2002년, 한국어 성우:박신희)
- 터치드 바이 언 엔젤 (Touched by an Angel, 2001년)
- 로 앤 오더 (Law & Order: Special Victims Unit, 2000년)
- 프라시어 (Frasier, 2000년)
- 프로비던스 (Providence, 2000년)
- 저드징 에이미 (Judging Amy, 1999년)
- 제이에이지 (JAG, 1999년)